# Yorick Treille
Yorick Treille (* 15. Juli 1980 in Grenoble) ist ein ehemaliger französischer Eishockeyspieler und derzeitiger -trainer.

## Familie
Sein jüngerer Bruder Sacha ist ebenfalls ein professioneller Eishockeyspieler sowie früher sein Vater Philippe.

## Karriere
Yorick Treille begann seine Karriere als Eishockeyspieler bei den Notre Dame Hounds, für die er in der Saison 1997/98 in der kanadischen Juniorenliga Saskatchewan Junior Hockey League aktiv war. Anschließend besuchte er vier Jahre lang die University of Massachusetts Lowell, für deren Eishockeymannschaft er parallel in der National Collegiate Athletic Association aktiv war. In diesem Zeitraum wurde er im NHL Entry Draft 1999 in der siebten Runde als insgesamt 195. Spieler von den Chicago Blackhawks ausgewählt, für deren Farmteam Norfolk Admirals er von 2002 bis 2004 in der American Hockey League auflief, wobei er die Saison 2002/03 bei HIFK Helsinki in der finnischen SM-liiga beendete und für diese in fünf Spielen eine Torvorlage gab. In der Saison 2004/05 lief der Flügelspieler für die Providence Bruins in der AHL auf. 
Von 2005 bis 2007 stand Treille beim HC Servette Genève in der Schweizer Nationalliga A unter Vertrag. Dort konnte er vor allem in der Saison 2006/07 mit 35 Scorerpunkten, davon 17 Tore, in 48 Spielen überzeugen. Die Saison 2008/09 verbrachte der langjährige Nationalspieler beim ERC Ingolstadt in der Deutschen Eishockey Liga. Auch dort war er mit 16 Scorerpunkten, davon zwei Tore, in 29 Spielen erfolgreich. Anschließend lief er von 2008 bis 2010 für den HC Vítkovice Steel in der tschechischen Extraliga auf und wurde mit seiner Mannschaft in der Saison 2009/10 Vizemeister. Zur Saison 2010/11 wechselte der Franzose innerhalb der Extraliga zum Hauptstadtklub HC Sparta Prag, mit dem ihm erst in der Relegation der Klassenerhalt gelang. Zum Saisonende stieß auch sein Bruder Sacha zum Team hinzu. In der Saison 2012/13 wechselte er erst innerhalb der Extraliga zu Piráti Chomutov, um dann zum österreichischen Erstligisten Red Bull Salzburg zu wechseln. Zur nächsten Saison wechselte er in sein Heimatland Frankreich und spielte dort zwei Jahre für Grenoble Métropole Hockey 38, bevor er 2015 zu Rouen Hockey Élite 76 wechselte und auch hier zwei Saisons spielte. 2017 wechselte er ein weiteres Mal innerhalb der Ligue Magnus nach Mulhouse und unterschrieb auch dort einen Vertrag über zwei Jahre. Im November 2018 wurde jedoch sein Karriereende bekanntgegeben.
Nach seinem Karriereende als Aktiver wurde Treille als Trainer tätig und übernahm im Verlauf der Saison 2018/19 die Position des Cheftrainers bei seinem Ex-Verein aus Mulhouse. Diesen hatte er bis 2020 inne und war während dieser Zeit unter anderem ebenfalls Assistenztrainer der französischen Herren-Nationalmannschaft. Zur Saison 2022/23 wurde der Franzose als Assistenztrainer des Schweizer Klubs Genève-Servette HC tätig.

### International
Für Frankreich nahm Treille im Juniorenbereich an den U18-Junioren-B-Europameisterschaften 1997 und 1998 sowie an den U20-Junioren-B-Weltmeisterschaften 1998 und 1999 teil. Im Seniorenbereich stand er im Aufgebot seines Landes bei den B-Weltmeisterschaften 2001, 2002, 2003 und 2007 sowie den A-Weltmeisterschaften 2000, 2008, 2009 und 2010. Zudem trat er für Frankreich bei den Olympischen Winterspielen 2002 in Salt Lake City an.

## Erfolge und Auszeichnungen
- 2010 Tschechischer Vizemeister mit dem HC Vítkovice Steel
- 2015 Ligue-Magnus-Cup-Gewinn mit den Brûleurs de Loups de Grenoble
- 2016 IIHF-Continental-Cup-Gewinn mit Rouen Hockey Élite 76
- 2016 Französischer Meister mit Rouen Hockey Élite 76
- 2016 Coupe de France mit Rouen Hockey Élite 76
- 2016 Trophée Albert Hassler (gemeinsam mit Anthony Rech)
- 2018 Ligue Magnus All-Star Game
- 2020 Trophée Camil Gélinas

### International
- 2003 Aufstieg in die Top Division bei der Weltmeisterschaft der Division I
- 2007 Aufstieg in die Top Division bei der Weltmeisterschaft der Division I
- 2010 Top-3-Spieler Frankreichs bei der Weltmeisterschaft

## Statistik
(Stand: Ende der Saison 2010/11)